# Need for Speed: Road Challenge
Need for Speed: Road Challenge (ook wel Verenigde Staten:Need for Speed: High Stakes, Duitsland:Need for Speed: Brennender Asphalt, Japan:Over Drivin' IV, Frankrijk:Conduite en état de liberté) is een computerspel dat in 1999 uitkwam. Het spel is het vierde spel in de serie Need for Speed. Net als zijn voorganger is dit spel een racespel met een grote verscheidenheid aan exotische auto's en circuits. Het spel kent drie modi: Career, Hot Pursuit en Single Race. Nieuwe bij dit spel is dat schade naast de weerslag op de auto ook aan de buitenkant duidelijk zichtbaar is. De speler kan het perspectief van het spel wisselen tussen de eerste en de derde persoon. Het spel bevat onder meer de volgende auto's: Aston Martin DB7 (enkel in de PlayStation-versie), BMW M5 E39, BMW Z3, Chevrolet Camaro Z28, Chevrolet Corvette C5, Ferrari F50, Ferrari 550 Maranello, Jaguar XKR, Lamborghini Diablo SV, McLaren F1 GTR, Mercedes-Benz CLK GTR, Pontiac Firebird Trans Am en de Porsche 911 Turbo 993. De kleur van de politiewagen is afhankelijk van het land waar de speler op dat moment in racet. Het spel wordt bestuurd met het toetsenbord en de muis.

## Circuits
| Land             | Naam         |
| ---------------- | ------------ |
| Schotland        | Celtic Ruins |
| Verenigde Staten | Dolphin Cove |
| Engeland         | Durham Road  |
| Canada           | Kindiak Park |
| Duitsland        | Landstrasse  |
| Italië           | Raceway      |
| Verenigde Staten | Raceway 2    |
| Spanje           | Raceway 3    |
| Frankrijk        | Route Adonf  |
| Verenigde Staten | Snowy Ridge  |

## Ontvangst
Het spel kreeg voornamelijk positieve recensies. Door Computer Gaming World werd het spel in 2000 verkozen tot racespel van het jaar.
| Beoordeeld door              | Jaar | Platform    | Score |
| ---------------------------- | ---- | ----------- | ----- |
| Absolute Playstation         | 1999 | PlayStation | 91%   |
| Freak                        | 1999 | PlayStation | 90%   |
| Gaming Entertainment Monthly | 1999 | Windows     | 89%   |
| PC Gameplay (Benelux)        | 1999 | Windows     | 86%   |
| PC Gamer                     | 1999 | Windows     | 82%   |
| FiringSquad                  | 1999 | Windows     | 80%   |
| CyberJoy                     | 1999 | Windows     | 80%   |
| Spel för Alla                | 1999 | PlayStation | 80%   |
| IGN                          | 1999 | Windows     | 75%   |
| Cincinnati Enquirer          | 1999 | PlayStation | 75%   |

The Need for Speed · II · III: Hot Pursuit · Road Challenge · Porsche 2000 · Hot Pursuit 2 · Underground · Underground 2 · Underground Rivals · Most Wanted (2005) · Carbon · Pro Street · Undercover · Nitro · Shift · World · Hot Pursuit (2010) · Shift 2: Unleashed · The Run · Most Wanted (2012) · Rivals · Need for Speed · Payback · Heat · Unbound